# Resolució 1715 del Consell de Seguretat de les Nacions Unides
La Resolució 1715 del Consell de Seguretat de les Nacions Unides, adoptada per aclamació el 9 d'octubre de 2006 en una sessió privada, havent considerat la qüestió sobre la recomanació relativa al nomenament del vuitè Secretari General, el Consell va recomanar a l'Assemblea General que el Sr. Ban Ki-moon de Corea del Sud fos nomenat com a Secretari General per un període des de l'1 de gener de 2007 fins al 31 de desembre de 2011.
Quatre dies després l'Assemblea General també va votar simbòlicament per aprovar la decisió del Consell de Seguretat.